# Сады Придонья (компания)
Сады́ Придо́нья — одно из ведущих предприятий агропромышленного комплекса России, специализирующееся на выращивании и переработке фруктов и овощей, производстве соков, продукции для детского питания, альтернативных молочных продуктов (растительных напитков и кислонемолочных йогуртов, десертов и сметаны). Крупнейший российский производитель соков. Среди торговых марок компании — «Сады Придонья», Nemoloko, «Золотая Русь», «Мой», «Сочный Мир», «Спеленок», Il Primo. Продукция компании продаётся в Российской Федерации, а также в странах ближнего зарубежья, таких как Республика Беларусь, Казахстан, Кыргызстан, Молдова, Украина, Туркменистан, Китай.
Компания производит и перерабатывает сельскохозяйственную продукцию, производит и реализует готовую продукцию.
Основателем и собственником компании является Андрей Павлович Самохин.

## История
Паньшинский плодопитомник в 60 км к северо-востоку от Волгограда принадлежал совхозу «Первомайский». В 1990 году директором совхоза стал Андрей Самохин. В 1990-е годы совхоз был приватизирован, Самохин получил блокирующий пакет долей в товариществе с ограниченной ответственностью и начал скупку долей. В 1995 году совхоз переименовали в «Сады Придонья», предприятие заключило контракт с Tetra Pak на поставку упаковочного оборудования для создаваемого сокового завода. С этой целью Андрей Самохин создал ОАО «Агропромышленная корпорация „Придонье“», акционерами которой стали Волгоградская область (37,5 %), «Волжский межрайгаз» (менее 10 %) и «Волгоградэнерго» (менее 2 %). Область вместо денег предоставила для строительства векселя, а компании, имевшие долги по налогам перед областным бюджетом, — подключили воду, газ и электричество для нового предприятия. В 2000-х годах в результате трёх дополнительных эмиссий акций доля Волгоградской области уменьшилась до 24,9 %, и в 2009 году Самохин выкупил эти акции более чем за 60 миллионов рублей. Сам Самохин утверждает, что АПК «Придонье» являлось, по сути, «дирекцией по строительству». После этого компания стала на 100 % дочерней по отношению к ОАО «Сады Придонья», которой принадлежал завод. А 99,9 % акций ОАО «Сады Придонья» принадлежат Андрею Самохину. Завод был достроен и запущен в 1997 году (июнь или конец года).
В 2007 году введён в эксплуатацию завод по переработке плодов и производству пюре в асептической упаковке мощностью 8 тонн в час. Спустя 10 лет на заводе проведена масштабная строительная реконструкция и техническая модернизация, производственная мощность составляет 16 тонн в час. В 2013 году введён в эксплуатацию завод по производству детского питания, на котором установлена автоматическая мультиформатная линия по розливу пюре и соков в стеклянную упаковку (баночки и бутылочки), одна из самых скоростных в мире — 36 тысяч штук в час.
В 2017 году Сады Придонья первыми в России запустили массовое производство растительного продукта на основе овса под брендом «Nemoloko».
В 2018 году компания начала выращивание и реализацию товарных яблок.
В августе 2019 года построен крупнейший комплекс по хранению, сортировке и упаковке яблок высшего сорта (первая очередь — объём 10 тысяч тонн).
Все производственные площадки оснащены самым современным и передовым оборудованием известных производителей из Европы (Bucher, Tetra Pak, CFT).
В 1997 году было произведено 620 тонн продукции. К 2019 году объёмы производства выросли до 420 тысяч тонн. По состоянию на 2014 год предприятие было обеспечено собственным сырьём на 60 %.

## Мощности
Собственные сады расположены в основном в Волгоградской области. Общая площадь садов составляет 8000 гектар. Обновляются старые неэффективные сады, совершенствуется сортовой состав. В садах растет более 60 летних, зимних и осенних сортов яблок. 500 га земли в Волгоградской области отведены под посадку овощных культур, которые используются для производства соковой продукции и детского питания: тыква, морковь, кабачки, брокколи, цветная капуста, свёкла, сельдерей, сладкий перец. Предприятия компании занимаются сортоиспытательной работой, производством саженцев, плодов и овощей, их переработкой и производством концентрированных соков и пюре, а также выпуском готовой продукции: соков, нектаров, детского питания, злаковых коктейлей.
Производственный комплекс (основное предприятие) расположен в посёлке Сады Придонья Волгоградской области. Комплекс по хранению, сортировке и упаковке яблок высшего сорта находится в посёлке Донском Волгоградской области.
В 2015 году в посёлке Ртищевском Саратовской области начал работу завод по переработке плодов и производству концентрированного яблочного сока мощностью 50 тысяч тонн яблок за сезон. В 2016 году в посёлке был заложен яблоневый сад, в последующие годы высаживалось ещё по 300 гектар яблонь. В результате к 2020 году общая площадь молодых садов в хозяйстве должна была составить составит 2,5 тысяч гектар.
В 2014 году урожай яблок составил 60 тысяч тонн. К 2015 году фрукты и овощи выращивались в хозяйствах Волгоградской, Саратовской и Пензенской областей на общей площади 7 тысяч гектар.
В 2021 году общая площадь сада составляет 2134 га, из них плодоносящего — 1135 га, молодого — 999 га. Планируется, что в 2021 году будет собрано 23 тыс. тонн яблок, при средней урожайности по 20 тонн с гектара.
Росприроднадзор в 2022 году выявил нарушения со стороны компании при очистке стоков, эксплуатации полей фильтрации и складировании строительных отходов. Компания возразила, что проверка была проведена с нарушениями, и оспорила её результаты в суде.